# Markus Hartmann
Markus Hartmann (* 25. März 1977 in Feldkirch) ist ein österreichischer Politiker (ÖVP) und Molkerei- und Käsereimeister. Hartmann war von März 2018 bis November 2019 Abgeordneter zum Vorarlberger Landtag.

## Leben und Wirken
Markus Hartmann ist Absolvent des Bäuerlichen Schul- und Bildungszentrums für Vorarlberg in Hohenems und gelernter Molkerei- und Käsereimeister. Diesen erlernten Beruf übt er in der Sennerei Schnifis auch aus.
Seit 2005 ist Hartmann Mitglied der Gemeindevertretung seiner Heimatgemeinde Dünserberg. 2013 wählte ihn die Dünserberger Gemeindevertretung zum Vizebürgermeister. Bei der Landtagswahl in Vorarlberg 2014 kandidierte Markus Hartmann im Landtagswahlkreis Feldkirch auf dem 8. Listenplatz der ÖVP. Nachdem Barbara Schöbi-Fink Anfang 2018 zur Landesrätin bestellt wurde, rückte Markus Hartmann als Nächstgereihter der Liste für sie in den Landtag nach. In der Landtagssitzung am 7. März 2018 wurde Hartmann schließlich als Abgeordneter angelobt. Im Landtag übernahm er die Funktion des Bereichssprechers des VP-Landtagsklubs für Entwicklungszusammenarbeit, Regionalität und Lebensmittel.
Nach der Landtagswahl 2019 schied Markus Hartmann aus dem Landtag aus. Er wurde am 1. Oktober 2020 zum Direktor des Vorarlberger Bauernbunds bestellt.

## Privatleben
Markus Hartmann ist verheiratet und Vater von drei Kindern. Er lebt mit seiner Familie in Dünserberg.